# صامت موقوف احتكاكي

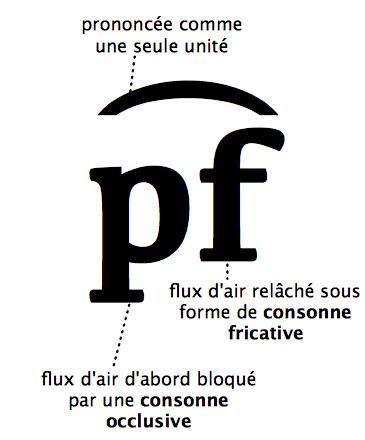

الصامت الموقوف الاحتكاكي أو الصامت المزجي (Affricate consonants) هو جُزيء صوتي يتكون من صامت انفجاري (stop consonants) يتبعه مباشرة صامت احتكاكي (friction consonants) والأصوات (الوقف-احتكاكية) هي وحدات صوتية ولا يمكن تقسيمها بصورة زمنية، فتعامل كوحدة صوتيَّة واحدة.

## أمثلة
توجد في اللغة العربية الفصحى صامت مزجي واحد وهو حرف الجيم وينطق في الفصحى d͡ʒ، وهو يمزج الصامت الانفجاري d (حرف الدال) مع الصامت الاحتكاكي ʒ (حرف ژ في الفارسية).
توجد في بعض اللهجات العربية صوامت مزجية أخرى، مثل t͡ʃ (تش) في اللهجة العراقية والخليجية وغيرها، وt͡s (تس) وd͡z (دز) في اللهجة النجدية.

## وصلات خارجية
- الصوامت الموقوفة الاحتكاكية في اللغة الإنجليزية